# Branišov

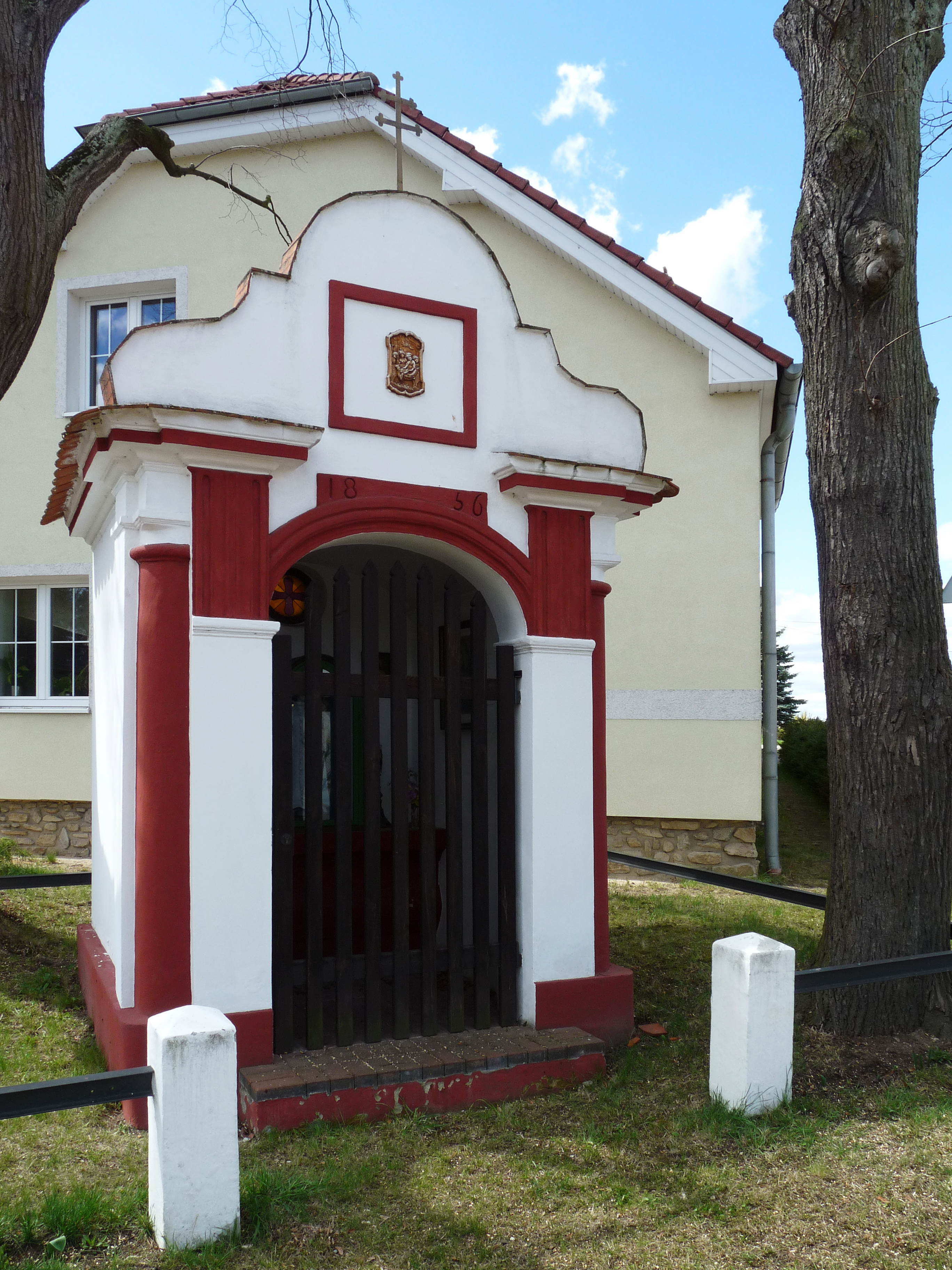
Kapelle der Hl. Dreifaltigkeit

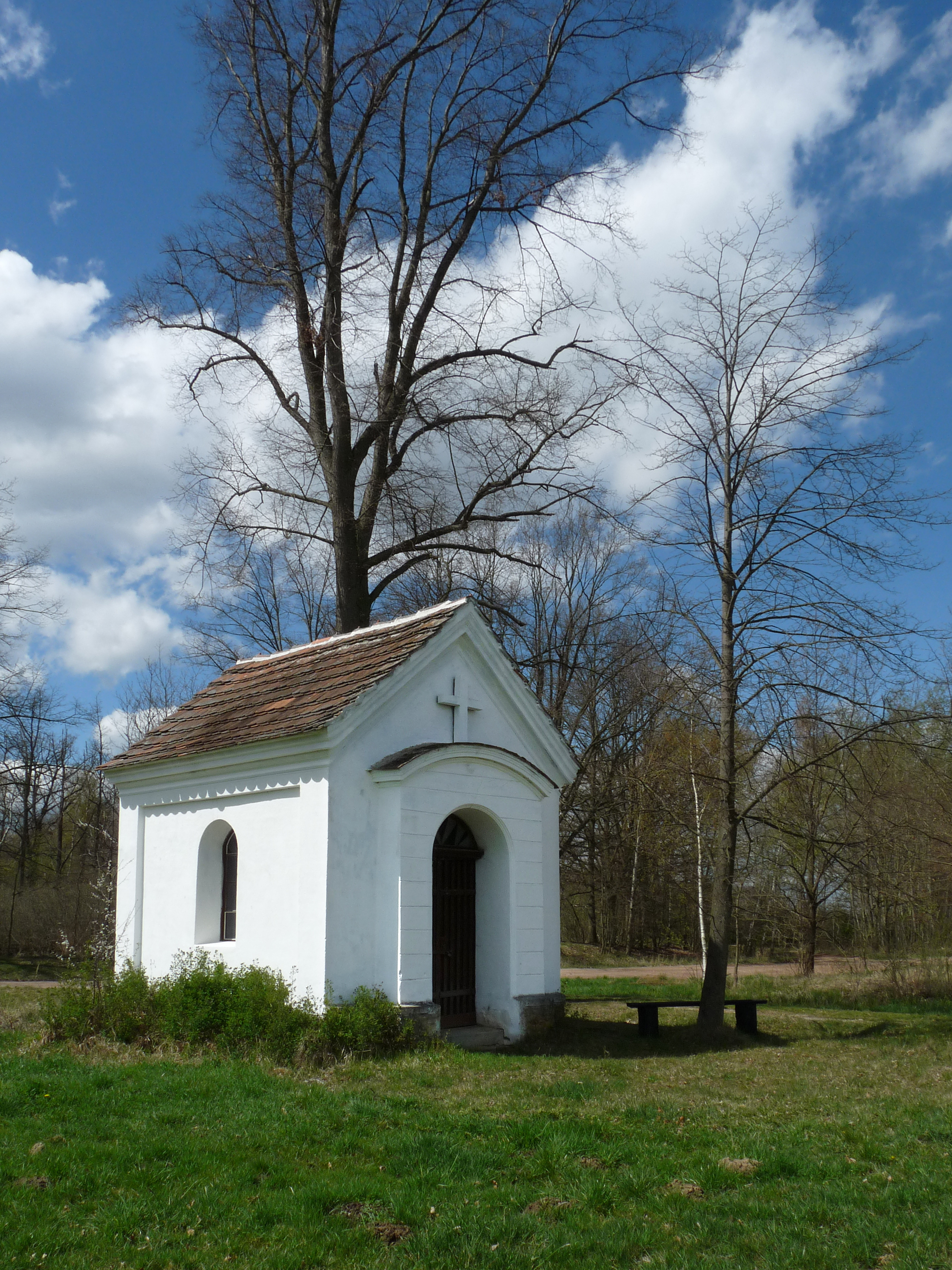
Kapelle bei Hluchá Bašta

Branišov (deutsch Branischen) ist eine Gemeinde in Tschechien. Sie liegt sechs Kilometer westlich von České Budějovice in Südböhmen und gehört zum Okres České Budějovice.

## Geographie
Branišov befindet sich im Budweiser Becken. In der Umgebung des Dorfes liegen zahlreiche Teiche; gegen Norden liegen der Návesný rybník, Novohaklovský rybník und Malý Branišovský rybník, südwestlich der Jahelník, im Westen der Dubenský rybník und der Vitín sowie nordwestlich der Velký Branišovský rybník.
Nachbarorte sind U Vávrů, Trojar, Hluchá Bašta und Haklovy Dvory im Norden, Zavadilka und sídliště Máj im Nordosten, U Jankarů, V Boru, Čtyří Dvory, U Lesa und U Cihelny im Osten, Litvínovice, Šindlovy Dvory und Mokré im Südosten, Třebín im Süden, U Matušů im Südwesten, Dubné und Křenovice im Westen sowie Jednoty und Jaronice im Nordwesten.

## Geschichte
Die erste schriftliche Erwähnung von Branischow erfolgte im Jahre 1391. Der Ortsname stellt eine Verkürzung von Branišův dvůr (Hof des Branislaw) dar. Branišov war seit dem 14. Jahrhundert zwischen unterschiedlichen Herrschaften geteilt. Ein Teil gehörte zur Feste Doubíčko, ein weiterer zum Gut Třebín. Als Besitzer beider Teile wechselten sich verschiedene Adelsgeschlechter ab. Im Jahre 1548 verkauften Georg, Christoph, Adam und Joachim Kořensky von Teressow die Feste Doubíčko mit dem zugehörigen Anteil von Branišov an die Stadt Budweis. Als Behausung des Teichwärters der städtischen Teiche entstand im 16. Jahrhundert zwischen dem Návesný rybník und Novohaklovský rybník die Einschicht Doubská Bašta (Hluchá Bašta). Nach der Schlacht am Weißen Berg wurde das Hynek Vamberský von Rohatce gehörige Gut Třebín wegen Beteiligung am Ständeaufstand von 1618 konfisziert und 1623 der Stadt Budweis verkauft. Damit besaß die Stadt fast das gesamte Dorf. Der einschichtige Hof von Martin Jauker entstand 1799. Im Laufe der Zeit wurde der Ort als Wranyssow, Branissow, Wranissowicze, Braniczow, Pranischen, Branischen, Vranišov und Branšov bezeichnet. Im Jahre 1840 bestand Branischen bzw. Pranischen/Branssow bzw. Pranssow aus 29 Häusern mit 209 Einwohnern. Davon gehörten 25 zur Stadt Budweis und je zwei zu den Herrschaften Frauenberg und Krumau. Zum Budweiser Anteil gehörten abseitig westlich des Dorfes die auf emphyteutischen Gründen des Meierhofes Neuhof angelegte Dominikal-Ansiedlung Vier Diebe (Jetnoty) sowie zwei einschichtige Rustikal-Bauernhäuser. Pfarrort war Duben. Bis zur Mitte des 19. Jahrhunderts blieb das Dorf immer zwischen der Stadt Budweis und den Herrschaften Frauenberg und Krumau geteilt.
Nach der Aufhebung der Patrimonialherrschaften bildete Branšov/Branischen ab 1850 eine Gemeinde im Bezirk Budweis und im Gerichtsbezirk Budweis. 1910 lebten in Branšov bzw. Branišov/Branischen 226 Einwohner, darunter waren 215 Tschechen und 8 Deutsche. Seit 1924 wird als tschechischer Ortsname ausschließlich Branišov verwendet. Am 25. März 1943 wurde Branišov nach Dubné eingemeindet, dies wurde nach dem Ende des Zweiten Weltkrieges im Jahre 1945 wieder aufgehoben. Am 12. Juni 1960 erfolgte eine erneute Eingemeindung nach Dubné. Nach einem Referendum löste sich Branišov zu Beginn des Jahres 1994 wieder von Dubné los.

## Gemeindegliederung
Für die Gemeinde Branišov sind keine Ortsteile ausgewiesen. Zu Branišov gehören die Einschichten U Jaukerů (Jauker), U Lesa und Hluchá Bašta (Kalte Baschen).

## Bevölkerungsentwicklung
| Jahr      | 1869 | 1880 | 1890 | 1900 | 1910 | 1921 | 1930 | 1950 | 1961 | 1970 | 1980 | 1991 | 2001 | 2011 | 2021 |
| --------- | ---- | ---- | ---- | ---- | ---- | ---- | ---- | ---- | ---- | ---- | ---- | ---- | ---- | ---- | ---- |
| Einwohner | 278  | 242  | 262  | 237  | 226  | 205  | 207  | 175  | 190  | 164  | 154  | 152  | 158  | 247  | 271  |

## Sehenswürdigkeiten
- Kapelle der Hl. Dreifaltigkeit am Dorfplatz, erbaut 1856
- Kapelle bei Hluchá Bašta
- Kapelle in U Lesa, erbaut 1915 zum Gedenken an Josef Graman durch seine Witwe Kateřina
- Gehöfte Nr. 4, 6, 11, 18 und 29 mit Schmuckelementen des Bauernbarock, errichtet in der zweiten Hälfte des 19. Jahrhunderts
- Wüste Wasserfeste Doubíčko, westlich von Hluchá Bašta auf einer Insel im Teich Návesný rybník, sie entstand im 14. Jahrhundert und erlosch nach dem Verkauf an die Stadt Budweis im Jahre 1548
- Zahlreiche Kreuze
- Eiserner Glockenturm, mit Glocke aus dem Jahre 1943
- Gedenkstein für die Gefallenen des Ersten Weltkrieges, errichtet 1922